# Carmen Electra
Carmen Electra (Sharonville (Ohio), 20 april 1972), is een Amerikaanse actrice. Electra is geboren als "Tara Leigh Patrick" en gebruikte lange tijd haar huidige naam als pseudoniem maar ze liet op 28 februari 2024 haar naam formeel en juridisch wijzigen in Carmen Electra, de naam die Prince haar jaren eerder gaf. Ze is vooral bekend van de televisieserie Baywatch en was lid van de burleske dansrevue-groep Pussycat Dolls.

## Levensloop
Electra groeide op in Western hills, Ohio. Toen ze negen jaar was, werd ze toegelaten tot de 'School for Creative and Performing Arts'. Daar kreeg ze zanglessen en als tiener danste ze in musicals. Haar doel was om uiteindelijk in Los Angeles te belanden en een platencontract te krijgen.
Op vijftienjarige leeftijd verhuisde Electra naar Minneapolis om bij haar zus en halfzus te gaan wonen. Ze verdiende geld met modellenwerk. Vier jaar later verhuisde ze naar Los Angeles. Nog geen week later ontmoette ze Prince, die haar naam veranderde naar Carmen Electra.
In 1992, na een auditie voor Prince, tekende Electra haar eerste platencontract bij het 'Paisley Park Records'-label. Ondanks inspanningen van Prince (onder meer het promoten van haar album op tv) werd haar eerste album een flop. 
In 1995 werd Electra presentatrice van het programma All That op Nickelodeon. In maart 1996 poseerde ze naakt voor de Playboy en maakte ze een Playboy-video genaamd Playboy Cheerleaders. Later zou ze nog vier keer in het tijdschrift verschijnen.
In 1996 werd ook bekend dat Electra de vervangster werd van Jenny McCarthy in de MTV-show Singled Out. Daarna contracteerde Baywatch haar om Pamela Anderson op te volgen in die serie. Daarnaast kreeg ze nog verschillende andere (bij-)rollen in diverse films en poseerde ze voor talloze internationale magazines.
Electra trouwde met basketballer Dennis Rodman en gitarist Dave Navarro. Beide huwelijken eindigden in een echtscheiding.
Electra werd in 2013 het gezicht van verschillende collecties van het Belgisch juwelenmerk MY iMenso. Eerder was ze al ambassadrice van cosmeticamerk Max Factor.

## Filmografie
- 1997–1999: Baywatch (televisieserie)
- 1999: Hyperion Bay (televisieserie)
- 1999: The Mating Habits of the Earthbound Human
- 1999: Vacanze di Natale 2000
- 2000: No Matter What They Say (videoclip van Lil' Kim)
- 2000: Scary Movie
- 2000: The Inevitable Return of the Great White Dope (videoclip van Bloodhound Gang)
- 2001: Get Over It
- 2003: Uptown Girls
- 2003: My Boss's Daughter
- 2004: Starsky & Hutch
- 2005: Im Dutzend Billiger 2
- 2005: Dirty Love
- 2006: Cheaper By The Dozen 2
- 2006: Date Movie
- 2006: Scary Movie 4
- 2006: Hot Tamale
- 2006: Pledge This!
- 2007: Epic Movie
- 2007: I Want Candy
- 2007: Christmas In Wonderland
- 2007: Meet the Spartans
- 2008: Disaster Movie
- 2009: Hush Hush; Hush Hush (videoclip van Pussycat Dolls)
- 2011: Mardi Gras: Spring Break
- 2012: 2-Headed Shark Attack
- 2014: Lap Dance
- 2015: Chocolate City
- 2015: Book of Fire

## Discografie
- 1992: Carmen Electra

- Biblioteca Nacional de España: XX1497926
- Bibliothèque nationale de France: cb14174872c (data)
- Gemeinsame Normdatei: 125009151
- International Standard Name Identifier: 0000 0001 1450 6916
- Library of Congress Control Number: n2003080084
- MusicBrainz: 26ec2015-615d-4e6c-97e9-afadfc286f42
- Nationale Bibliotheek van Tsjechië: xx0058691
- Nationale Bibliotheek van Polen: a0000001639412
- Nederlandse Thesaurus van Auteursnamen: 102559430
- Virtual International Authority File: 85679470
- WorldCat: E39PBJx4myWbYFK7XRdm6pwgrq